# Gary Coleman
Gary Wayne Coleman (ur. 8 lutego 1968 w Zion, zm. 28 maja 2010 w Provo) – amerykański aktor telewizyjny, filmowy i dubbingowy. Jeden z najlepiej zarabiających aktorów dziecięcych późnych lat 70. i wczesnych 80., zajął pierwsze miejsce na liście VH1 „100 największych gwiazd dziecięcych” i otrzymał kilka wyróżnień w całej swojej karierze, w tym dwie nagrody Young Artist Award i cztery People’s Choice Award.
Występował w roli Arnolda Jacksona w sitcomie NBC Diff’rent Strokes (1978–1986). Był gwiazdą serialu animowanego  The Gary Coleman Show (1982), w którym użyczył głosu Andy’emu LeBeau.

## Życiorys
Urodził się w Zion w stanie Illinois. Został adoptowany przez Edmonię Sue, pielęgniarkę, i W.G. Colemana, operatora wózka widłowego. Ze względu na ogniskowe segmentalne stwardnienie kłębuszków nerkowych, wrodzoną chorobę nerek oraz kortykosteroidy i inne leki stosowane w jej leczeniu, jego wzrost był ograniczony do 142 cm, a jego twarz zachowywała dziecięcy wygląd nawet w wieku dorosłym. Przeszedł dwa nieudane przeszczepy nerek w 1973 i ponownie w 1984, wymagał częstych dializ.
W 1974 wziął udział w reklamie BMO Harris Bank. Pojawił się jako James w jednym z odcinków piątego sezonu serialu CBS Centrum medyczne (Medical Center, 1974) z Chadem Everettem. Popularność przyniosła mu rola Arnolda Jacksona w sitcomie NBC Diff’rent Strokes (1978–1986).
Uczęszczał do Utah Valley Regional Medical Center w Provo w Utah. Wystąpił w teledysku zespołu N Sync „Merry Christmas, Happy Holidays” (1998) jako elf Świętego Mikołaja, wideoklipie Kid Rocka „Cowboy” (1999) i Johna Ceny do piosenki „Bad, Bad Man” (2005). Użyczył swojego głosu w serialu animowanym Simpsonowie (The Simpsons, 1999–2001) i postaci do gry Postal² (2003).
26 maja 2010 w wieku 42 lat doznał wstrząsu mózgu po upadku w swoim domu w Provo w Utah. W ciągu jednego dnia zaczął tracić przytomność i ostatecznie zapadł w śpiączkę. Zmarł 28 maja 2010 z powodu wylewu krwi do mózgu.

## Filmografia
| Rok  | Film                                    |
| ---- | --------------------------------------- |
| 1980 | Scout's Honor                           |
| 1981 | On the Right Track                      |
| 1982 | Jimmy the Kid                           |
| 1983 | The Kid with the 200 I.Q.               |
| 1985 | Playing with Fire                       |
| 1994 | Party                                   |
| 1994 | S.F.W.                                  |
| 1996 | Fox Hunt                                |
| 1997 | Off the Menu: The Last Days of Chasen's |
| 1998 | Brudna robota                           |
| 1998 | Like Father, Like Santa                 |
| 2000 | The Flunky                              |
| 2000 | Shafted!                                |
| 2002 | Frank McKlusky, C.I.                    |
| 2003 | Dickie Roberts: Former Child Star       |
| 2004 | Chasing the Edge                        |
| 2004 | Save Virgil                             |
| 2005 | A Christmas Too Many                    |
| 2006 | Church Ball                             |
| 2008 | An American Carol                       |
| 2009 | Midgets vs. Mascots                     |